# إيفلين بيرس
إيفلين بيرس (بالإنجليزية: Eve Pearce)‏ هي كاتِبة وشاعرة وممثلة بريطانية، ولدت في 17 أبريل 1929 في المملكة المتحدة.

## أعمال

### أفلام
- (1999) توبسي ترفي

## وصلات خارجية
- إيفلين بيرس على موقع IMDb (الإنجليزية)
- إيفلين بيرس على موقع ألو سيني (الفرنسية)
- إيفلين بيرس على موقع ميوزك برينز (الإنجليزية)
- إيفلين بيرس على موقع أول موفي (الإنجليزية)
- إيفلين بيرس على موقع قاعدة بيانات برودواي على الإنترنت (الإنجليزية)
- إيفلين بيرس على موقع قاعدة بيانات الفيلم (الإنجليزية)
- إيفلين بيرس على موقع كينوبويسك (الروسية)